# Lluís Muntané i Muns

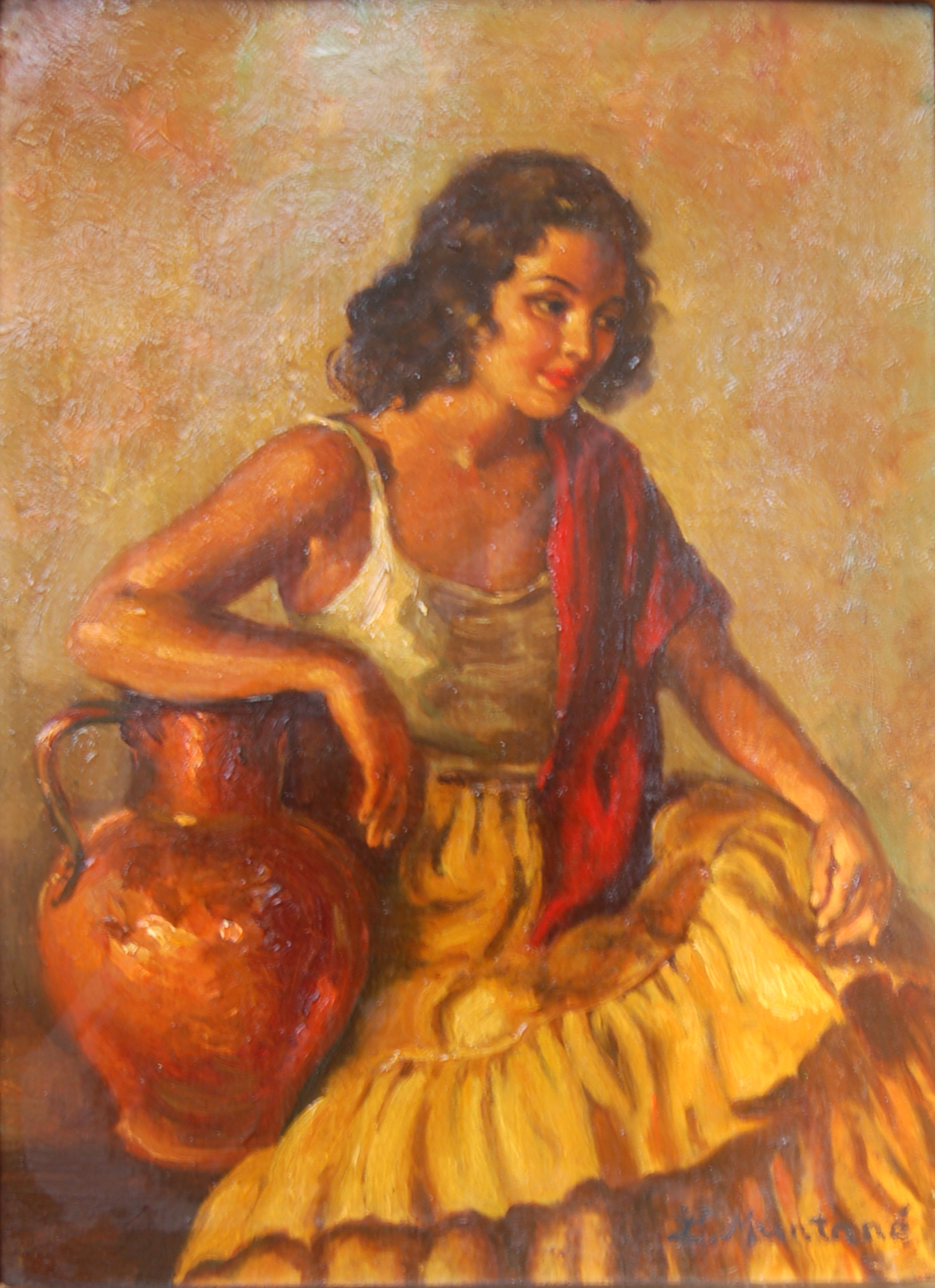
Lluís Muntané i Muns. Noia amb gerra. Oli sobre cartró 35 cm x 25 cm.

Lluís Muntané i Muns (Mataró, 25 de juliol de 1899 – Barcelona, 5 de novembre de 1987) fou un pintor, gravador, cartellista i professor català.

## Biografia
Va estudiar a l'Escola de Belles Arts de Barcelona on fou deixeble de Vicenç Borrás i de Josep Mongrell. La Diputació de Barcelona li va atorgar un pensionat que li va permetre viatjar el 1927 per Itàlia i ampliar els seus estudis. Es va casar amb la també pintora Teresa Condeminas.
El 1943 va guanyar per oposició la Càtedra de Dibuix al Natural a l'Escola de Belles Arts de Barcelona on va exercir fins a la seva jubilació, el 1969. També va dirigir la institució entre 1945 i 1948. El 1968 va ser nomenat acadèmic corresponent de la Reial Acadèmia de Belles Arts de San Fernando.

## Característiques artístiques
De tarannà independent, el seu estil va canviar poc al llarg de la seva trajectòria, apostant per un academicisme realista de gran qualitat però de sòbria i estàtica expressió. Amant del clarobscur, va aconseguir dotar de calidesa els seus ambients plàstics amb una paleta igualment elegant i continguda. Les seves composicions sempre estan ben construides i tenen l'elegància que sembla una nota dominant en tots els aspectes de la seva obra. El seu dibuix és ferm, segur i ben construït. També va practicar la pintura mural on cal destacar les decoracions per a la casa de la família Sangrà, i sobretot les del casal barceloní del comte de la Vall de Marles, al carrer de Palau, amb evocacions vuitcentistes del període romàntic tant del gust dels anys trenta.
Conreà el paisatge, la natura morta i, sobretot, la figura, especialment la figura femenina, captada tant en repòs com en moviment. La seva actitud és expectant i moltes vegades es veu embolcallada de riques vestidures que accentuen una continguda elegància. Expert retratista, va realitzar natures, paisatges i escenes religioses. Els seus retrats al carbó mostren un domini de la tècnica del dibuix. Com gravador va realitzar passat els cursos de gravat de l'Institut Català de les Arts del Llibre entre 1934-37. En aquest camp del gravat el seu mestratge destaca especialment en la sèrie que va executar al voltant de la Barcelona vuitcentista. També com a gravador col·laborà amb diverses editorials de Barcelona. Finalment, fou un destacat cartellista tot i que aquesta activitat ha estat sovint injustament oblidada.

## Premis i distincions
Ja el 1917 i 1918 fou recompensat amb les medalles de plata i or (respectivament) al concurs de paisatges Masriera. Mentre, iniciava la carrera com a dibuixant a les revistes D'ací i d'Allà, on va fer la portada per al número de juliol del 1919; i a la madrilenya Blanco y Negro, on feu la portada del gener de 1922.
Va participar als certàmens artístics que es celebraren a Barcelona, Madrid, París i Buenos Aires. A l'Exposició de Barcelona de 1919 hi va presentar dos retrats i un contrallum, a la de 1920 una natura morta, el 1921 el retrat de la seva mare, el 1922 i 1923 també amb sengles retrats. El 1924 fou premiat amb tercera medalla a la III Internacional celebrada a Barcelona. El 1925 fou medalla d'or de l'Exposició Internacional d'Arts Decoratives de París. El 1929 fou distingit amb el premi “Masriera” de la “Exposición Nacional de Bellas Artes". El 1935 va guanyar el "Premi Nacional” amb el quadre “Adam i Eva· que fou adquirit per l'Estat i destinat al Museo de Arte Moderno de Madrid. Un cop acabada la Guerra Civil, el 1942 fou distingit amb segona medalla el seu quadre “Pentinat" a la Exposición del Cuadro Español i aquesta obra també va ser adquirida per l'Estat. El 1943 repetía amb tercera medalla a l'Exposición Nacional celebrada a Madrid i el 1951 fou premiat com a gravador al concurs a nivell estatal. I el 1967 fou medalla d'or del Saló de Barcelona.
Pel que fa a exposicions individuals, s'estrenà el 1930 presentant-se a les Galeries Syra de Barcelona. Des d'aleshores freqüentà les diverses sals barcelonines, especialment La Pinacoteca.
També va tenir una activitat destacada com a cartellista centrada en la dècada 1922-32. El seu primer projecte amb el lema “Cántaro" guanyà el primer premi del concurs per l'aigua mineral Sterling. Obtingué medalla d'or a l'exposició de l'Art Déco de París el 1925 amb un projecte “Savon de la Toja" que representa un califa de les "Mil i una nits" fent bombolles de sabó i que va ser reproduït al catàleg de la secció espanyola. El 1926 participa al concurs de la Caixa de Pensions per als seus Homenatges a la Vellesa. Guanya el segon premi amb el lema “Ofrena” que representa un àngel acompanyant un ancià venerable. Amb un projecte semblant té distinció honorífica a l'Exposició Nacional de Belles Arts de Madrid. El següent gran èxit és el primer premi per al cartell de l'Exposició de l'Automòbil de Barcelona del 1927, amb un gran cap del déu Mercuri, una roda dentada i dos vehicles luxosos. Segon premi al concurs del Cognac Barbier, de Bilbao, que es va convocar des de Barcelona amb un cambrer destapant una ampolla. I el 1928 és premiat al concurs sobre un cartell d'anunci de l'Enciclopèdia Espasa, També va participar al concurs de cartells per a l'Exposición General Española (conjunta de Sevilla i Barcelona del 1929) amb un premi menor en representar dues noies, amb túniques blanques, entrellaçades amb una bandera espanyola. Al concurs per al cartell de la Caixa d'Estalvis Provincial de la Diputació de Barcelona va obtenir un dels premis pel seu “Pequeño ahorro”. Un altre projecte és un disseny amb unes cames femenines i l'eslògan “Las medias JMM se recomiendan por si solas”. Del mateix 1929 és el cartell per al ball de disfresses del Reial Cercle Artístic, i un altre cartell per a l'Obra Maternal de la Caixa de Pensions, (tercer premi). L'any 1930, presenta cartells a l'Exposición Nacional de Bellas Artes de Madrid i el 1931 guanya un tercer premi al concurs dels medicaments Segalà, i un altre premi al concurs per al cremallera de Núria. També el 1931 un cartell que anunciava el cremallera i el funicular de Montserrat; un altre (segon premi) pel concurs de cartells de la Primera setmana cotonera, i el seu tercer cartell per al ball de disfresses que el Círcol Artístic celebrava al Gran Teatre del Liceu. El 1932 encara apareix com a soci de l'Associació de Cartellistes i participa al Primer saló del cartell, però ja no surt a les llistes de les exposicions dels anys 1934 i 1935.
Hi ha obres seves als museus de Barcelona i de Madrid i a moltes col·leccions privades.